# Ravensburg (Sulzfeld)
Cetatea Ravensburg este singura rezidență a nobililor Göler von Ravensburg fiind una dintre edificiile care s-au păstrat bine în Kraichgau. Cetatea se află în apropiere de Sulzfeld (Baden), în nordul districtului Karlsruhe.